# Agrosteella
Agrosteella is een geslacht van kevers uit de familie bladkevers (Chrysomelidae).
De wetenschappelijke naam van het geslacht werd in 1987 gepubliceerd door Medvedev.

## Soorten
- Agrosteella biconvexa Ge, Wang, Yang & Li, 2002
- Agrosteella cheni Ge, Wang, Yang & Li, 2002
- Agrosteella jini Ge, Wang, Yang & Li, 2002
- Agrosteella oligotricha Ge, Wang, Yang & Li, 2002
- Agrosteella punctata Ge, Wang, Yang & Li, 2002
- Agrosteella violaceicollis Ge, Wang, Yang & Li, 2002